# Fiestas de Móstoles
Las principales fiestas de Móstoles, municipio de la Comunidad de Madrid, son el día de la Virgen de los Santos, las conmemorativas del levantamiento del 2 de mayo y la Fiesta del Agua.

## Día de la Virgen de los Santos
El día de la advocación de Nuestra Señora de los Santos, patrona de Móstoles, se celebra el 12 de septiembre de cada año con la procesión de la imagen de la Virgen y de San Simón de Rojas que se inicia y finaliza en la Ermita.

## Dos de Mayo

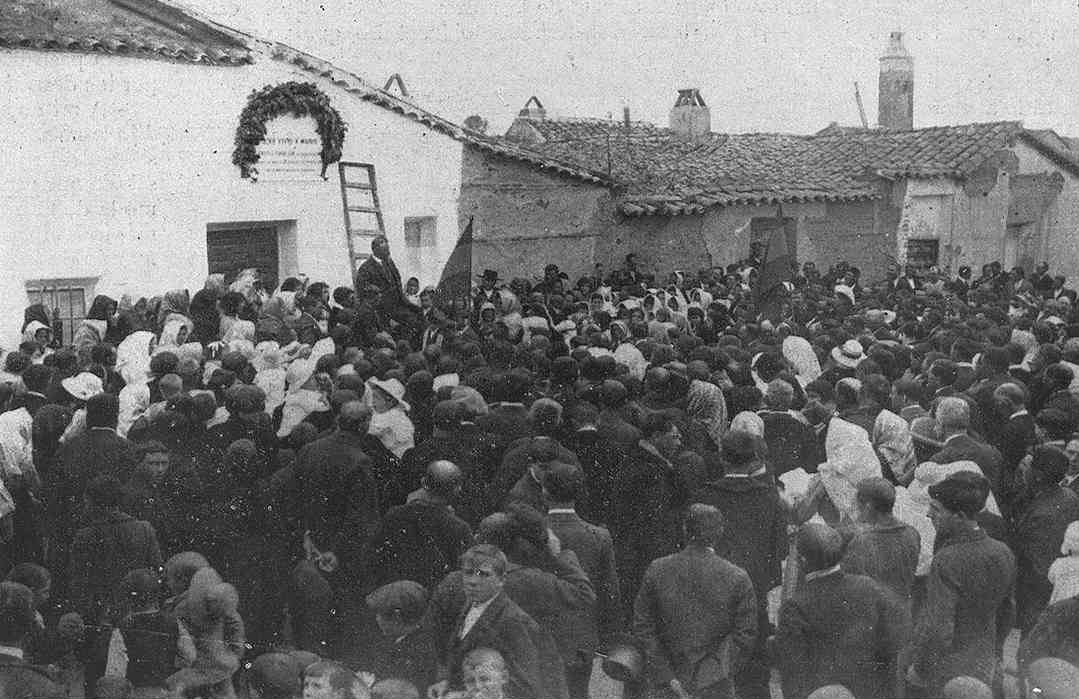
Festejos del 2 de mayo en Móstoles en 1916

Se celebran como conmemoración del 2 de mayo de 1808 (comienzo de la Guerra de la Independencia, tras el bando firmado por el alcalde de Móstoles, Andrés Torrejón). Es asumida y festejada por toda la Comunidad de Madrid desde el año 1985.
Representación tradicional conmemorativa de los hechos de mayo de 1808. Durante las fiestas, que se inician días antes del 2 de mayo, se representan los hechos que acaecieron en Madrid y en Móstoles en torno a aquel día. A cargo de unos 300 vecinos, miembros de asociaciones y peñas, ataviados con trajes de época, se representa en la plaza de toros lo acaecido en aquellas fechas. Antes de 2004 se celebraba en la Plaza del Pradillo, en el centro de la localidad, y actualmente en el Parque Finca Liana.

## Fiesta del Agua
Tiene su origen en la que se celebraba el 28 de junio con motivo de la traída del agua a Móstoles por el Canal de Isabel II, en 1982. Posteriormente se trasladó al 15 de mayo, haciéndola coincidir con la fiesta de San Isidro en Madrid.